# Покровский сельсовет (Новосергиевский район)
Покровский сельсовет — сельское поселение в Новосергиевском районе Оренбургской области Российской Федерации.
Административный центр — село Покровка.

## История
Статус и границы сельского поселения установлены Законом Оренбургской области от 9 марта 2005 года № 1906/314-III-ОЗ «О муниципальных образованиях в составе муниципального образования Новосергиевский район Оренбургской области»

## Население
| 2010  | 2012  | 2013  | 2014  | 2015  | 2016  | 2017  |
| ----- | ----- | ----- | ----- | ----- | ----- | ----- |
| 3544  | ↘3482 | ↗3492 | ↘3474 | ↘3464 | ↘3462 | ↘3457 |
| 2018  | 2019  | 2020  | 2021  |       |       |       |
| ↘3438 | ↘3398 | ↘3381 | ↘3300 |       |       |       |

## Состав сельского поселения
| № | Населённый пункт    | Тип населённого пункта       | Население |
| - | ------------------- | ---------------------------- | --------- |
| 1 | Козловка            | село                         | 322       |
| 2 | Платовский Элеватор | село                         | 144       |
| 3 | Покровка            | село, административный центр | ↘2986     |
| 4 | Ягодный             | посёлок                      | 92        |